# 格莫尔达语
格莫尔达语是尼科巴群岛中部一种尼科巴语。与其他中尼科巴语支语言不能互通。